# Kristian Gahn
Kristian Gahn, född 17 februari 1972 i Huddinge församling i Stockholms län, är en svensk före detta ishockeyspelare med Mälarhöjden/Västertorp IK som moderklubb. Utöver AIK har han även representerat MODO Hockey, Södertälje SK och Timrå IK i Elitserien.
Gahn var i början på 2000-talet ofta Tre Kronor-spelare och deltog i VM i ishockey 2000.